# Головна вулиця

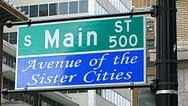
Знак South Main Street, Талса, Оклахома

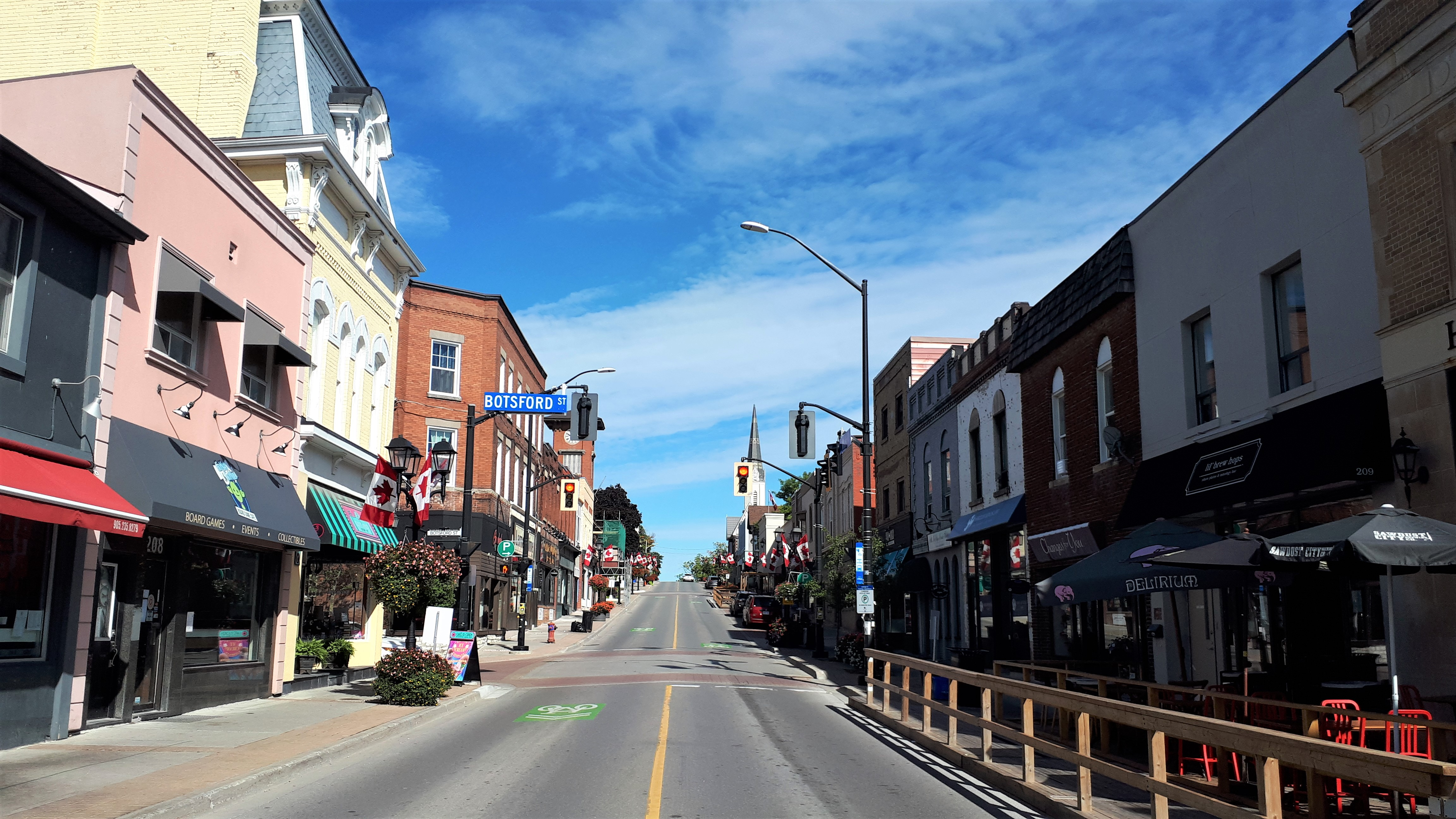
Головна вулиця, Ньюмаркет, Канада

Головна вулиця (італ. corso, англ. main street) — це загальна назва, яка використовується для позначення головної торговельної вулиці села чи міста у багатьох частинах світу. Зазвичай це є центр для крамниць, і найчастіше використовується у зв'язку з роздрібною торгівлею та спілкуванням.
Термін зазвичай використовується в Італії, Ірландії, Шотландії, США, Канаді, рідше в Австралії та Новій Зеландії. У не-шотландських регіонах Сполученого Королівства розповсюджена назва — Гай-стріт, хоча в деяких частинах вживається «Фор-стріт» або «Фронт-стріт». На Ямайці це Фронт-стріт. У 50-х роках обізнаність про «головну вулицю» як про концепцію, зі власним значенням, з'явилася в галузі урбаністики, привернувши увагу в теоретичних дискусіях про постмодерністський міський дизайн, неорадиційне планування та метаурбанізм.
У багатьох місцях назвою для такої вулиці є буквально «головна вулиця» (Main Street), хоча навіть там, де назва інша, «головна вулиця», як і раніше використовується для опису головної магістралі центрального ділового району. Брендинг «Main Street of America» використовувався для просування американського маршруту 66 у свій розквіт.

## Американське використання у культурі

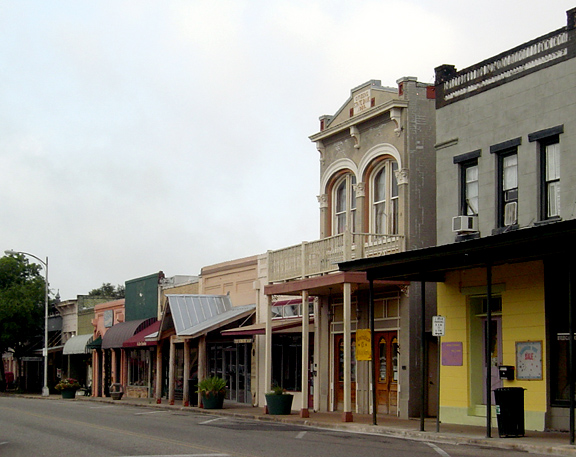
Традиційна головна вулиця Бастроп, Техас, де представлені невеликі магазини та архітектура старого гарту, характерна для сільських міст

У загальному розумінні термін «головна вулиця» позначає місце традиційних цінностей. Соціальні реалісти з 1870 по 1930 роки використовували цю назву як символ задушливої відповідності. Наприклад, Шервуд Андерсон написав Вайнсбург, штат Огайо: Група казок про життя Малого міста Огайо в 1919 році. Роман американського письменника Сінклера Льюїса, Головна вулиця 1920 р., був критикою життя маленького містечка.
У північноамериканських ЗМІ пізніших десятиліть «головна вулиця» представляє інтереси повсякденних людей та власників малого бізнесу на відміну від "Волл-стріт " (у США) або "Бей-стріт " (у Канаді), що символізує інтереси великих національних корпорацій. Так, у екранізації фільму «Звільнення у місто» 1949 року пісня «Коли ти йдеш по головній вулиці зі мною» посилається на містечкові цінності та соціальне життя. Наприклад, республіканці Main Street вважають, що вони підтримують ці цінності на противагу урбаніським або «Волл-стріт» тенденціям.
«Головна вулиця» — частина іконографії американського життя. Наприклад, Army and Air Force Exchange Service, підприємство, яке керує магазинами на військових базах, вибрало назву «Main Street USA» для своїх фуд-кортів.
Майн-стріт був популярним терміном під час економічних криз у 2008 та 2009 роках: пропонованої допомоги фінансовій системі США, президентської кампанії 2008 року та дебатів. Однією з широко розглянутих книг була "Порятунок: внутрішній виклад того, як Вашингтон покинув «головну вулицю» під час порятунку «Волл-стріт» (2012) Ніла Барофського.
У невеликих містах по всій території США, Мейн-стріт — це не лише головна дорога, яка проходить через місто, але і місце всього вуличного життя, місце, де городяни тусуються і спостерігають за щорічними парадами. Сленговий термін, популяризований на початку 20 століття, «головне тяжіння», також використовується для позначення головної вулиці міста.

### Уолт Дісней
Два тематичні парки компанії Walt Disney, Діснейленд в Анахаймі, штат Каліфорнія, і «Чарівне королівство» у світовому курорті Уолта Діснея поблизу Орландо, штат Флорида, обоє мають осередки «Main Street, США». Ці райони, які розроблені так, щоб виглядати як головна вулиця маленького містечка, що містять будинки магазинів сувенірів, ресторани та різні послуги, а також паркові офіси на другому поверсі. Хоча архітектура цих «вулиць» видається такою, як на рубежі ХХ століття, насправді це декоративні фальшиві фасади на будівлях індустріального стилю. Мейн-стріт, США також присутній у Діснейленду Парижу та Діснейленді Гонконгу. У Токійському Діснейленді район названий «Світовим базаром», але має такий же вигляд, як і Майн-стріт, хоч і розміщений під декоративним скляним дахом для захисту від непередбачуваної погоди Японії.
Дизайн Діснея скопіював візуальні елементи містечка Америки, як бачені у фільмах Френка Капра та інших, у спробу захопити знакову символіку маленької Америки. Дісней хотів втілити цінності та спогади, пов'язані з життям у маленьких містах, у розважальну програму для туристів.

### Збереження Головної вулиці
Main Street Inc. — назва програми пожвавлення громади, розпочатої Національним трестом зі збереження історії в кінці 1970-х. Ядром філософії Мейн-стріт є збереження історично побудованого середовища шляхом залучення до історичного збереження. Програма зосереджується на цілісному підході до пожвавлення, який базується на 4-бальному підході до проектування, просування, економічної перебудови та організації. Спочатку, орієнтована на невеликі, традиційні міста, програма розширилася, включаючи міста різного масштабу, та квартали мікрорайонів у кількох великих міських центрах.
У багатьох громадах асоціація торговців чи район для покращення бізнесу виконує рекламну роль від імені продавців головної вулиці міста. Окремі міські уряди також можуть брати участь у активізації чи історичному збереженні, щоб підтримати центр міста, або зробити громаду більш привабливою для туризму, або зупинити потік комерції з міста в передмістя з торговими центрами і мегамаркетами.
У Сполучених Штатах федеральні кошти спеціально виділяються на реставрацію історичних об'єктів на колишньому американському маршруті 66, головній вулиці багатьох придорожніх міст; цим фінансуванням керує Служба національних парків США .

## Міжнародне використання та їх еквіваленти
- Багато канадських містечок та селищ мають жваву вулицю під назвою Main Street (або, французькою, Rue principale); в інших випадках, така вулиця має назву, яка є особливою для цієї громади. Фраза "місто, де головну вулицю досі називають «Головна вулиця», іноді використовується як синонім цінностей містечка.
  - В Оттаві головні вулиці різних окремих сіл, які були приєднані до більшого міського муніципалітету, носять такі назви, як «Manotick Main» або «Osgoode Main», щоб відрізнити їх від Smyth Road (яка стає «головною вулицею» в одному невеликому районі на південний схід від центру міста Оттава) і один від одного. Фактичною головною вулицею центрального міста Оттави є Банк-стріт.
  - У Торонто, Мейн-стріт — це переважно житлова алея в районі Іст-Йорка.[7][8][9] Свого часу це була головна вулиця хутора Східного Торонто, який був анексований містом Торонто в 1908 році. Він зберіг свою історичну назву, а докази його комерційного походження можна побачити в магазинах на розі вулиць Майн та Джеррард. Головною вулицею в Торонто вважається вулиця Йонге, яка розділяє широтні вулиці міста на схід-захід.
  - Бульвар Сен-Лоран, який ділить Монреаль між Сходом і Заходом, неофіційно відомий як «Головний».
- В Австралії та Новій Зеландії менші міські центри часто мають головну вулицю. У деяких містах цю вулицю офіційно позначають Головною або Високою вулицею. Більш рідкісні варіанти включають Головну дорогу, Комерційну дорогу та Комерційну вулицю. Однак часто вулиці дають назву, властиву місту. Для багатьох малих міст головна вулиця є частиною головної дороги в місто або через нього. Великі центри часто мають центральний діловий район, в якому жодна вулиця не є чітким напрямком комерційної діяльності, хоча з історичних чи культурних причин часто одна вулиця вважається «головною вулицею» міста. Приклади включають Мельбурнський Коллінс-стріт, Сіднейський Джордж-стріт, Аделаїдську, Кінґ Вільям-стріт, Оклендський Квін-Стріт і Крайстчерчський Коломбо-стріт.
- В Ірландії більшість міст мають «головну вулицю», і це, зазвичай, термін, що вживається розмовно (наприклад, у вказанні напрямку руху), хоча первинна магістраль міст часто називається іменем історичної особи, наприклад О'Коннелл-стріт . Новітнє явище в засобах масової інформації та з молодшими людьми — неправильне застосування терміна «хай-стріт» для опису типової або пересічної вуличної моди — ймовірно, через рекламу різних британських роздрібних компаній, які почали діяти в Ірландії під час років «кельтського тигра».
- У Сполученому Королівстві терміни «Маркет-стріт» або «Маркет Плейс» часто використовуються для позначення центра містечка чи міста, як і більш поширена «Хай-стріт» (за винятком обмежень у Шотландії, де термін «Мейн-стріт» використовується для опису еквівалента в менших містах, нових містах, або містах у цілому у Британії, які не були оригінальними ринковими містами). Хай-стріт часто називається досить зайнята вулиця з невеликими магазинами з обох боків, часто в містах і селах.
- У Німеччині Hauptstraße (буквально «головна вулиця») — це вулиця з великою торгівлею. Hauptstraßen навіть має офіційне визнання в інструкціях щодо будівництва доріг, які визначають, наприклад, ширину смуг. Термін в основному відноситься до моторизованого руху, тоді як «Einkaufsstraße» (торгова вулиця) або «Fußgängerzone» (пішохідний район) відносять до роздрібної торгівлі в значенні англ. «Main Street».
- У Швеції та Норвегії майже у всіх містах є своя головна вулиця, що називається Storgatan/Storgaten (буквально «Велика вулиця»). Вони, як правило, оточені магазинами та ресторанами, і все частіше з кінця 20 століття відкриті лише для пішоходів . Також цей тип вулиць називають gågata/gågate (буквально «пішохідна вулиця»).
- У більшості італійських муніципалітетів шосе або інший головний маршрут називають Via Roma . Це було зроблено за наказом Беніто Муссоліні, який віддав розпорядження в 1939 році про відзначення Маршу в Римі .
- Джалан Бесар (грубо перекладено з малайської як «Головна дорога») — загальна назва вулиць, що використовується в Малайзії (і в більш обмеженій мірі — Сінгапурі), коли йдеться про головні вулиці старих міських центрів країни. Такі головні вулиці спочатку були побудовані під час британської колонізації територій нинішньої Малайзії та Сінгапуру та були названі англійською мовою як «Main Street» або «Main Road», залежно від розміру та виду міського центру, і часто прокладаються як частини головних магістралей між більшими містами та містами.
  - Незалежність штатів, які формували Малайзію, та впровадження малайської мови як національної мови країни в 1967 р. призвели до обширного перейменування деяких головних вулиць або головних доріг на "Джалан Бесар " в Малайзії в наступні десятиліття. Великі міста (наприклад, столиці штатів) схильні взагалі відмовлятися від використання «Головної вулиці» або «Головної дороги», оскільки комерційна або транспортна діяльність може бути зосереджена вздовж декількох вулиць.
- У Південній Африці Main Road — термін, що використовується для тієї ж концепції, що і Main Street в США та High Street у Великій Британії.
- У Камбоджі головна дорога знаходиться між полями рису та поселеннями.
- У промисловому машинобудуванні «головною вулицею» часто називають конвеєр, який транспортує основні матеріали для виготовлення об'єктів на автоматизовану будівельну дільницю, де буде збиратися передбачуваний об'єкт.

## Галерея

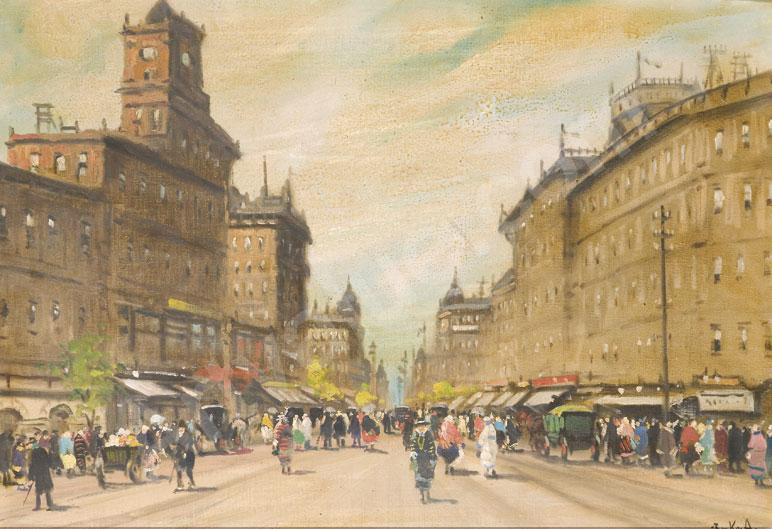
Головна вулиця (Угорською: Főutca) у Будапешті, Угорщина (автор - Антал Беркес)
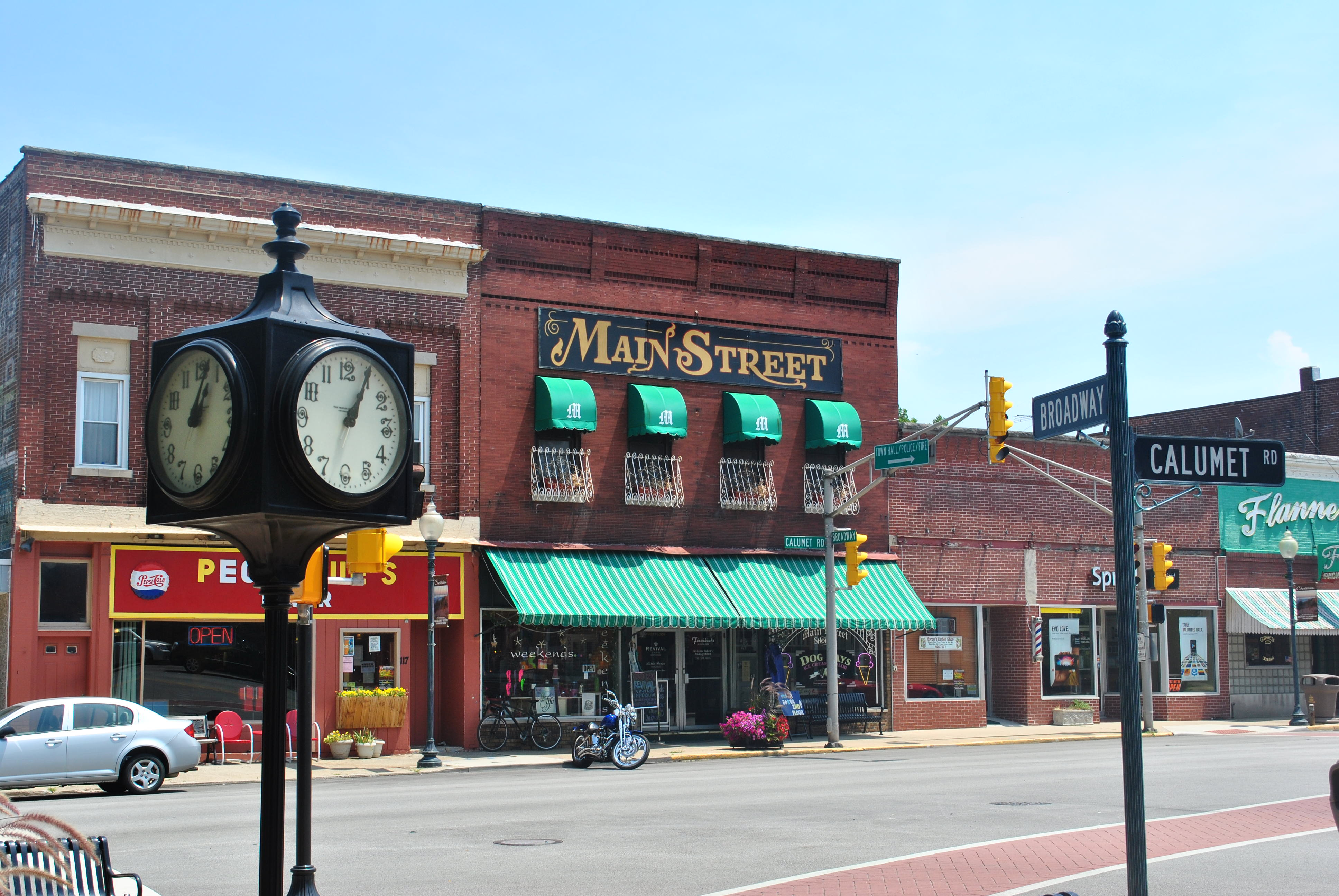
Головна вулиця в Честертоні, Індіана
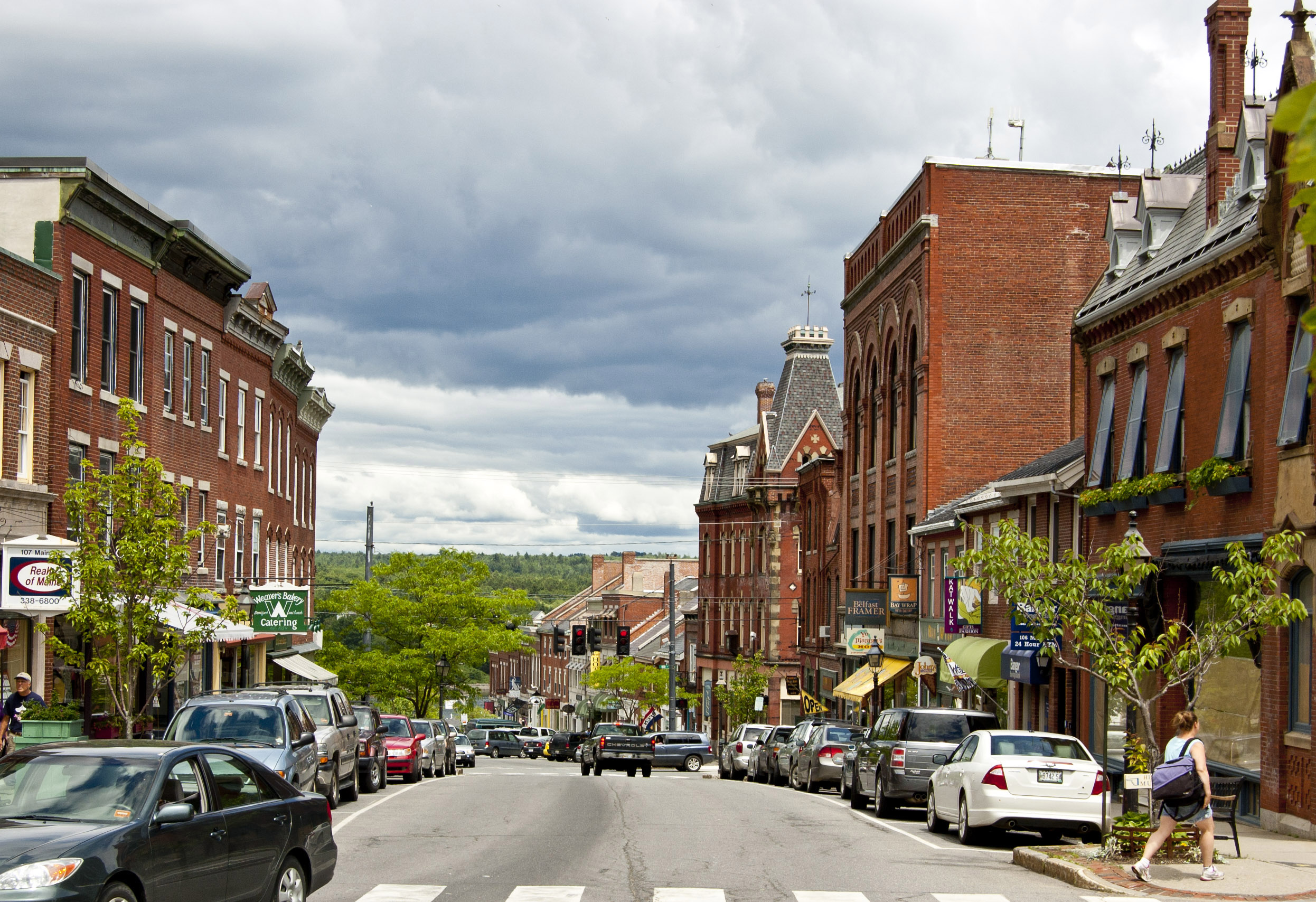
Головна вулиця, Белфаст, Мен
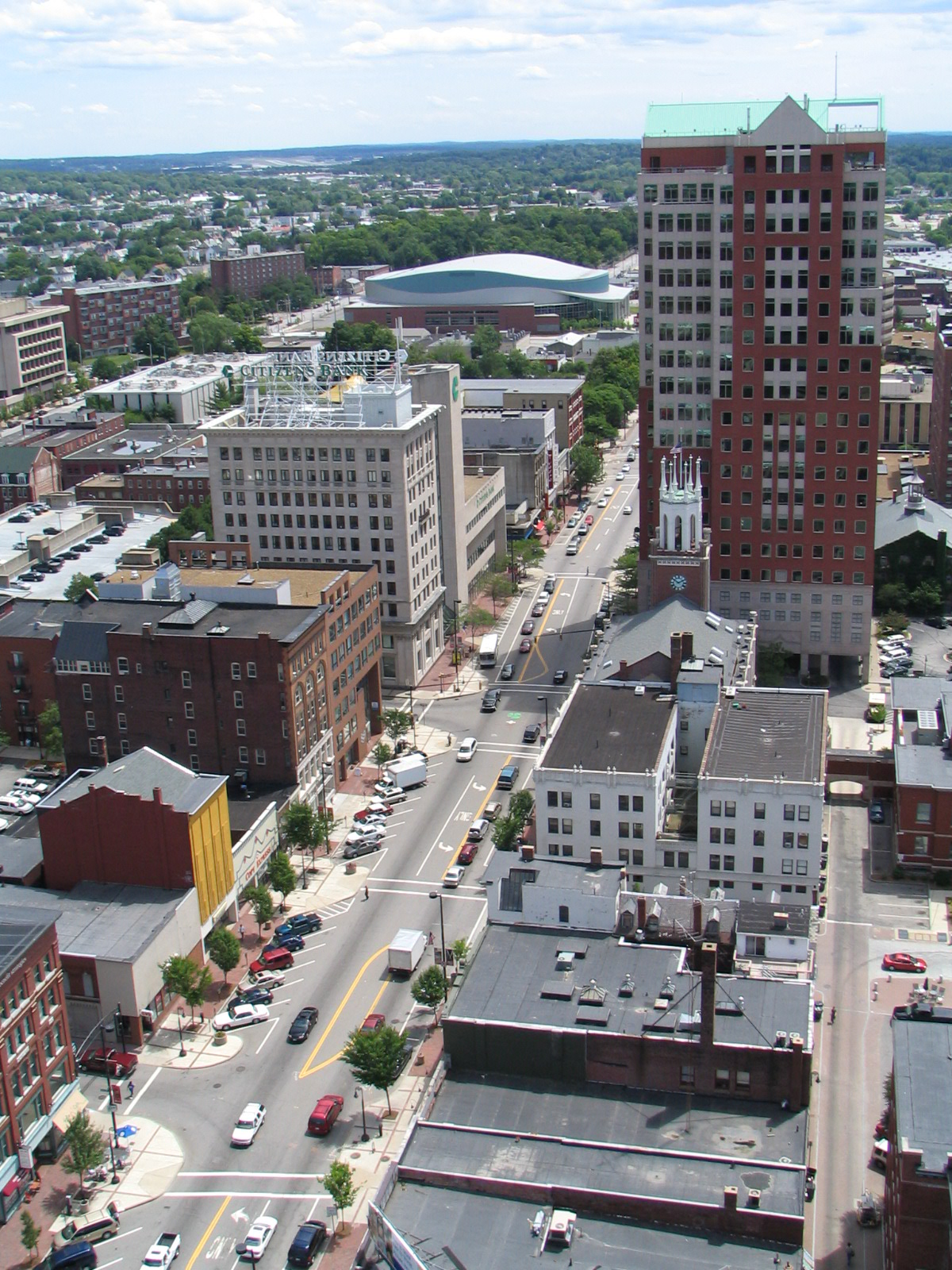
Елм-стріт, Манчестер, Нью-Гемпшир, є "головною вулицею" центрального ділового району міста.
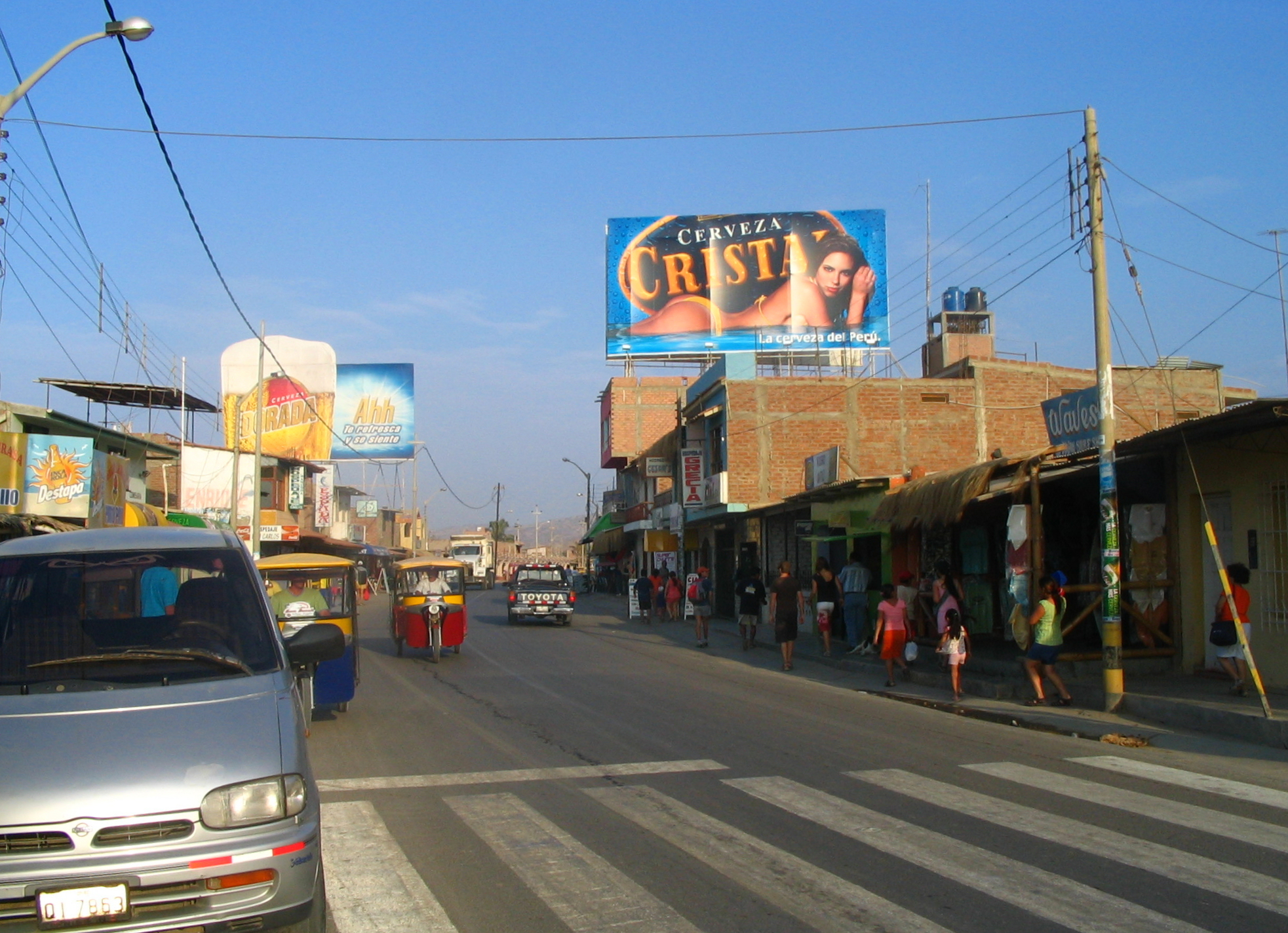
Головна вулиця в перуанському містечку Манкора, що розміщується на Панамериканському шосе.
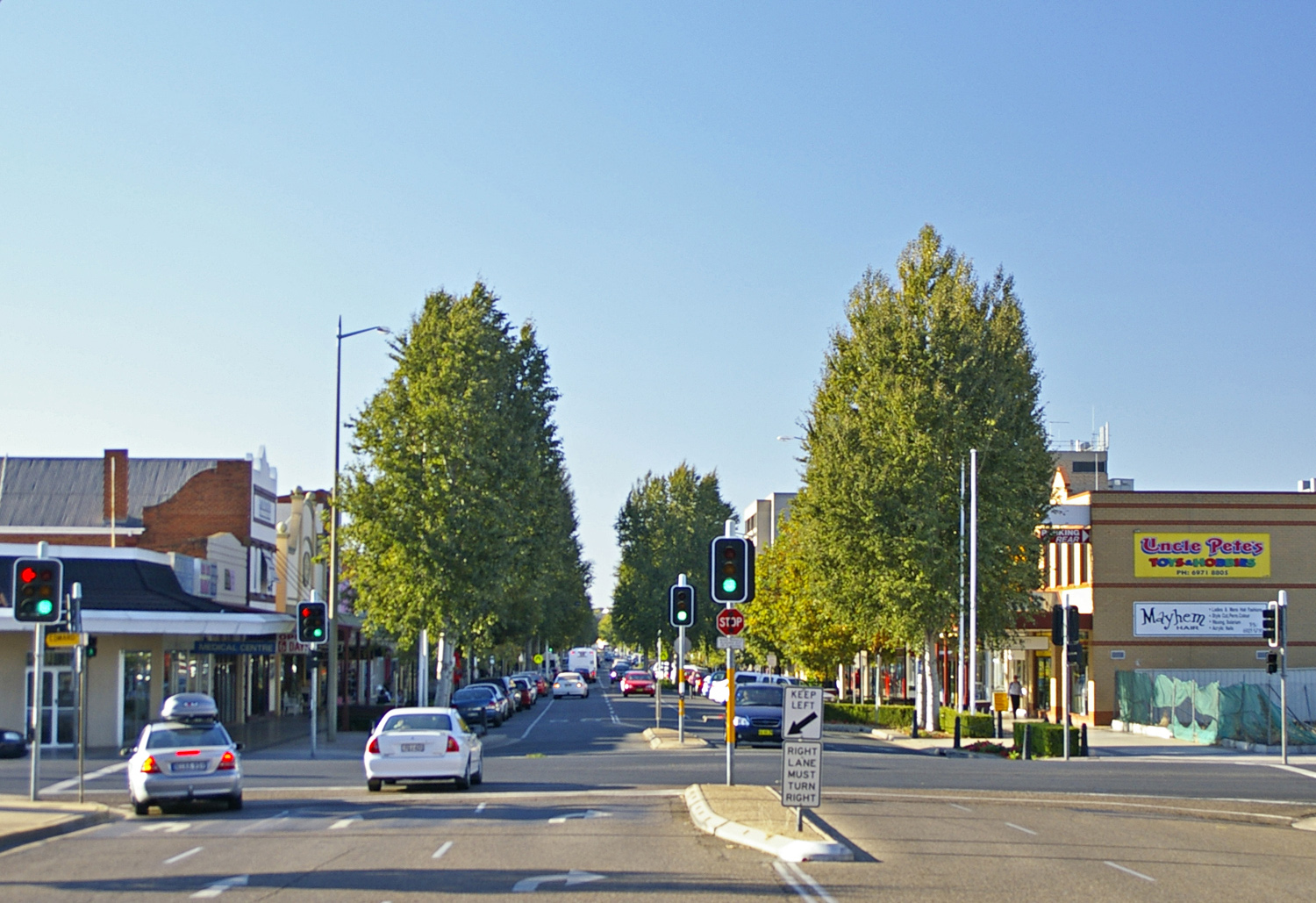
Вулиця Бейліс, Головна вулиця Вагги Вагги, Новий Південний Уельс
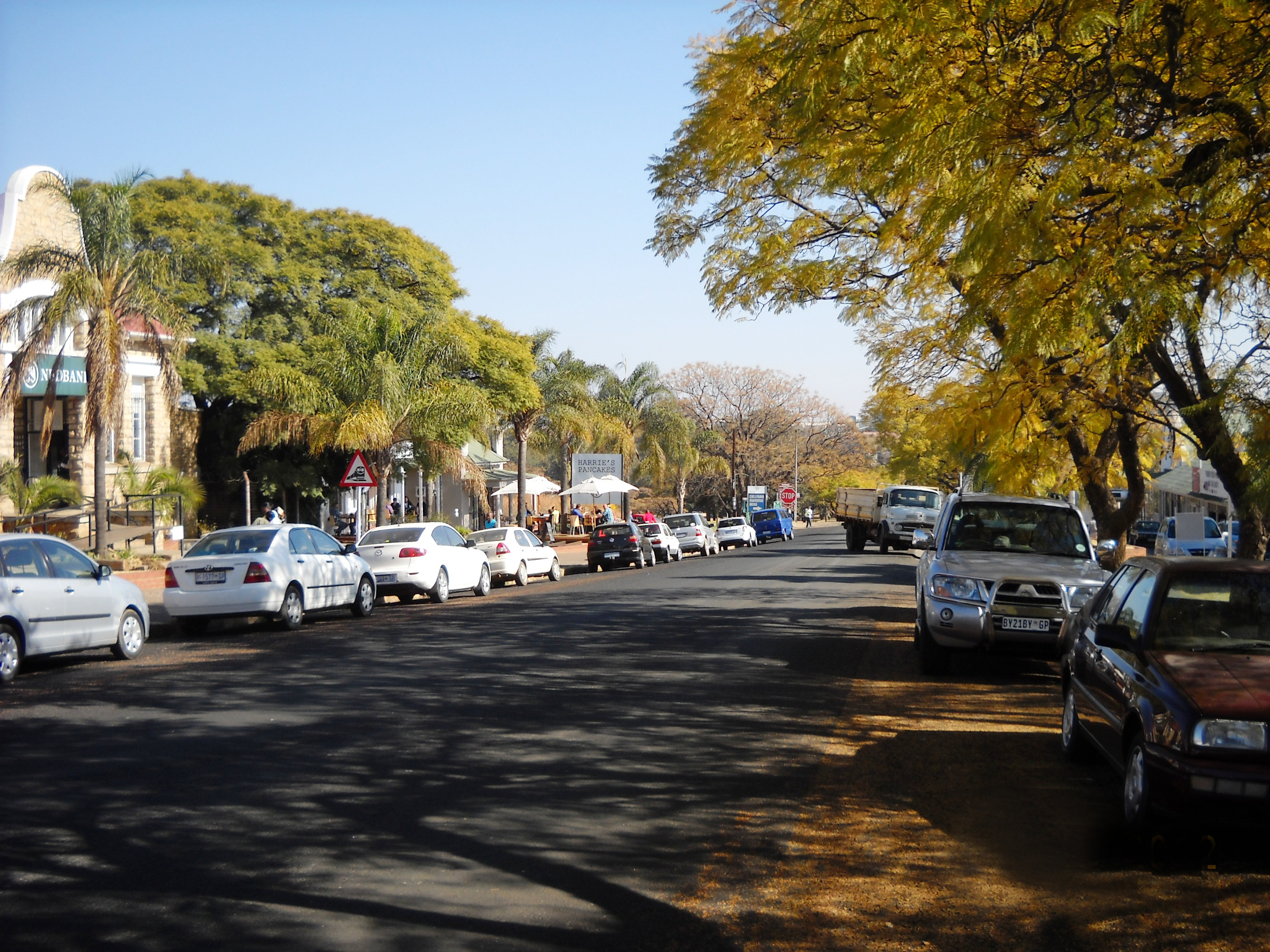
Головна вулиця Куллінан, Південна Африка
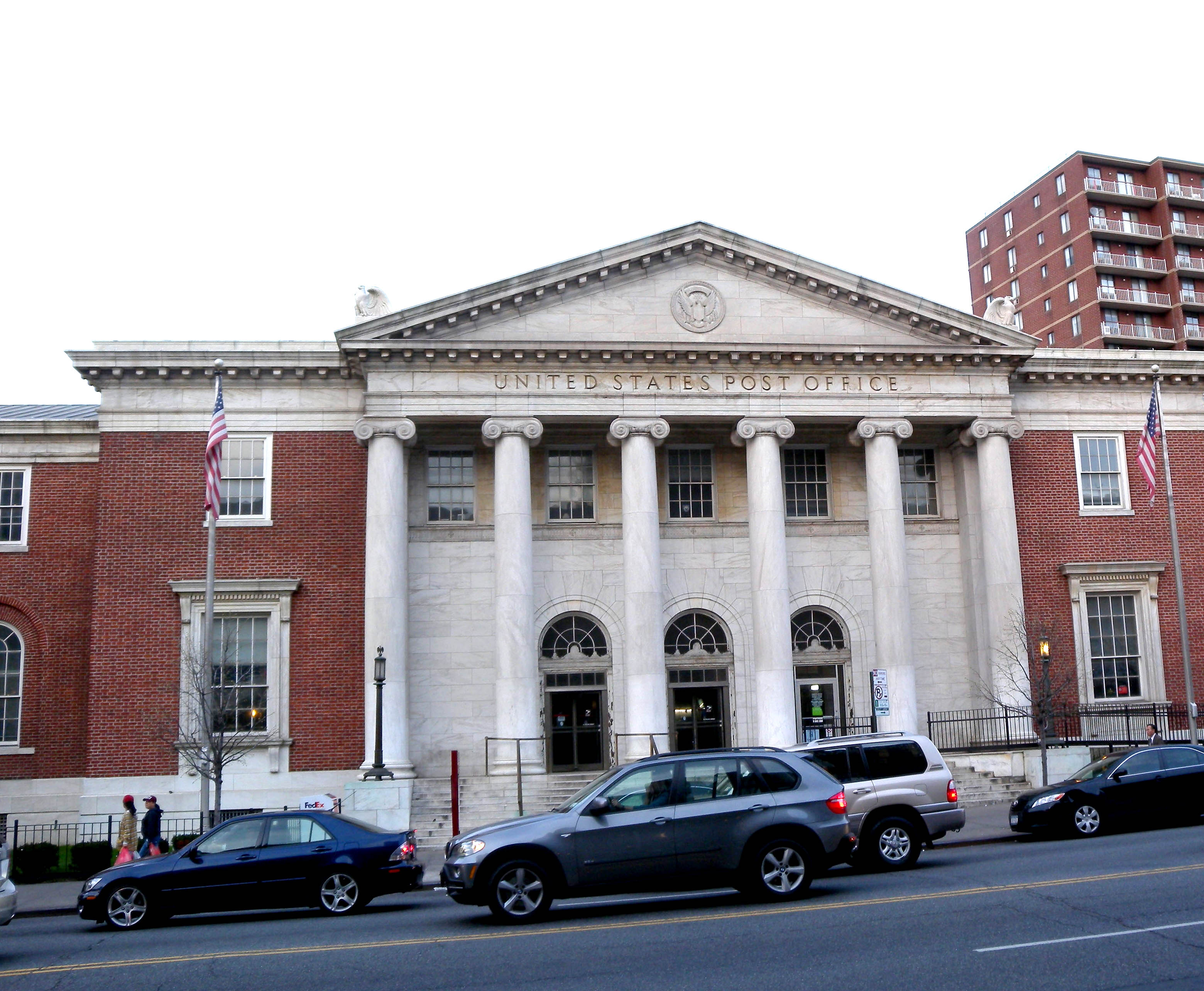
Поштове відділення на Мейн-стріт Квінз, Нью-Йорк, США. У всіх п’яти боро Нью-Йорка є вулиці з назвою "Мейн-стріт", але це єдина, яка є артеріальною дорогою.

## Подальше читання
- Орвелл, Майлз. The Death and Life of Main Street: Small Towns in American Memory, Space, and Community (University of North Carolina Press; 2012)
- Poll, Ryan. «Main Street and Empire: The Fictional Small Town in the Age of Globalization.» New Brunswick, NJ: Rutgers University Press, 2012.

### Головні джерела
- Девіс, Річард та ін., Ред. Місце, яке називається Дім: Написи про Малий місто на Середньому Заході (2003) 34 добірки історії культури, художньої літератури та поезії — класичної та сучасної